# アマースト大学

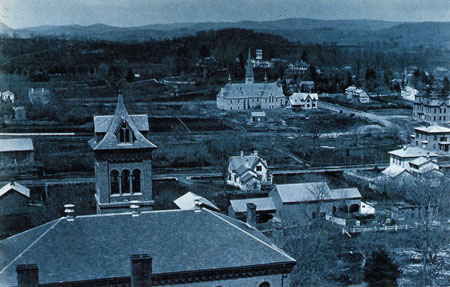
1875年ころのアマースト大学キャンパス

アマースト大学（アマーストだいがく、英語: Amherst College）は、マサチューセッツ州に本部を置くアメリカ合衆国の私立大学。1821年創立、1821年大学設置。

## 概要
2008年度のU.S News College Rankingのリベラルアーツ大学部門で1位に選ばれた。最新の2023年度同ランキングでは、長年のライバル校であるウィリアムズ大学についで、2位につけている。全米最高峰のリベラルアーツ・カレッジである。教育理念は"Terras Irradient (Let them give light to the world)"であり、社会に貢献する人物の育成を目標としている。世界中から極めて優秀な学生を迎え、経済的・文化的・人種的な面で多様性を重視した教育実践を行っている。平均クラス規模約10名という徹底した少人数による学問教育から、卒業生には4人のノーベル賞受賞者を輩出している。
なお、同大学卒業生の新島襄が設立した同志社大学では「アーモスト大学」の表記を使用している。
日本の外務省は、1920年代より英語研修を命じた新人のキャリア外交官を毎年、アマースト大学に留学させている。

## 学生
徹底した少人数教育から、入学するのは大変困難である。2021年度の合格率は8%と、Barron'sやPrinceton Reviewなどの主要な大学ランキングでも「最も入学が困難な大学（Most Competitive）」のひとつに選ばれている。各学年400人程度で専任の教授数は200人強、学生総数は約1800人で、基本的には全寮制であり、アットホームな雰囲気が持ち味である。提供されている授業の89%が10人以下である。徹底した少人数教育のため卒業生数は少ないが、著名な卒業生を多数輩出している。Carnegie Foundation　によれば、2018年度卒業生として2014年に受け付けた学生の84%が高校時の成績がトップ10である。以下を参照のこと。

## 評判
米誌USニュース・アンド・ワールド・レポートでは、アメリカのリベラルアーツ大学として10度1位を獲得しており、現在はウィリアムズ大学に続いて2番目となっている。
2008年にフォーブス誌が学部学生をランク付けする企画を行ったが、教授の満足度や生徒の借金、卒業率など様々な点で評価された結果、アメリカで7番目に優れているとされた。2010年では、ワシントン・マンスリーにおいて研究成果や研究での賞金、卒業後の給料から大学のランク付けが発表され、アマースト大学は第5位となった。また2004年には米国の高校生の大学進学実績に基づくランキングで、ブラウン大学、コロンビア大学に続いて第9位にランクされている。

## 特筆すべき点
特筆すべき点として、卒業生の大学院進学率が80%を超えることが挙げられる。またボーディングスクール（寄宿制私立高等学校）からの進学者数が多い大学である。そのため大学は潤沢な寄付金で充実した奨学金制度を設けている。学生一人当たりの寄付金総額がハーバード大学を上回り世界一である。また2009年には一人の卒業生が単独で125億円相当の寄付をしたことで有名である。そのため奨学金制度も手厚く、在学生の約6割が何らかの経済的支援（2013-2014年度で一人当たりの経済的支援額は平均46,809ドルに及ぶ）を大学から受けている。現在、大学からの奨学金は基本的に返済不要である。
日本から第3学年に編入を希望する学生に対して、内村スカラシップと新島スカラシップがそれぞれ隔年で募集されており、卒業までの2年間、授業料・寮費・食費がすべて支給される奨学金制度がある。

## 五大学コンソーシアム
アマースト大学は「五大学コンソーシアム」の一つである。学生は、近隣の4つの大学で5300の授業を無料で受けることができ、800万冊の図書館の蔵書にアクセスできる。

## 主な出身者
- ヘンリー・ケンドール（ノーベル物理学賞）

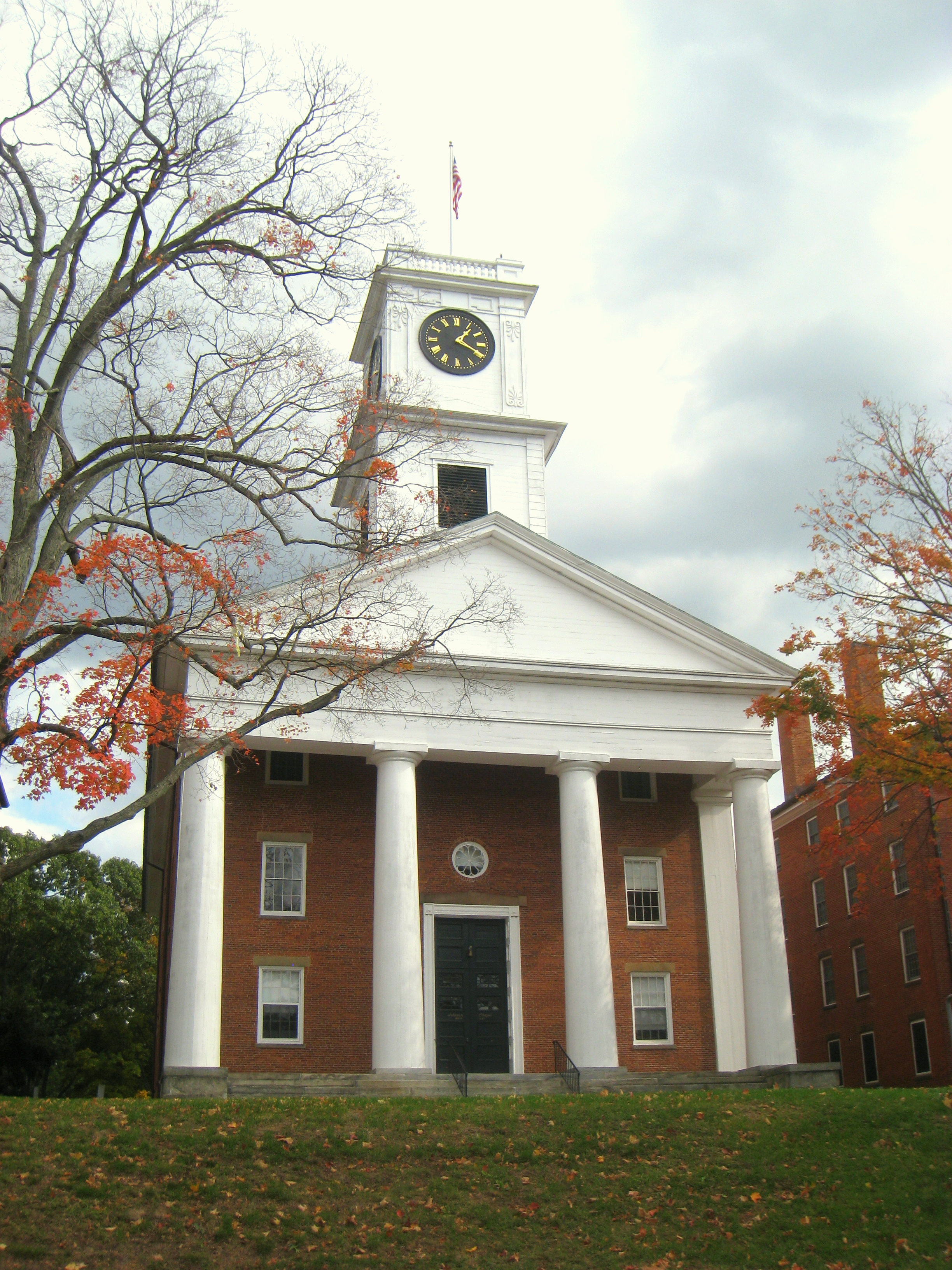
ジョンソン・チャペル（チャペル内にはクーリッジ米大統領と新島襄の肖像画が掲げられている）

- エドムンド・フェルプス（ノーベル経済学賞）
- ハロルド・ヴァーマス（ノーベル生理学・医学賞）
- ジョセフ・E・スティグリッツ（ノーベル経済学賞）
- ジョン・マクロイ（世界銀行総裁）
- アルベール2世（モナコ公国大公）
- カルビン・クーリッジ（アメリカ合衆国第30代大統領）
- チャールズ・H・ヒューストン（法律家、人種隔離政策に反対、「ジム・クロウ法を殺した男」）
- ゲオルギオス・アンドレアス・パパンドレウ（元ギリシャ共和国首相）
- アントニス・サマラス（元ギリシャ共和国首相）
- チャールズ・メリル（メリルリンチ証券創業者）
- ヘンリー・フォルガー（スタンダード・オイル創業者・会長）
- チャールズ・プラット（スタンダード・オイル最高顧問）
- アーサー・デイビス（米国製鉄業界会長）
- ドワイト・モロー（JPモルガン会長）
- エリック・クリス（ベインキャピタルCEO）
- セス・ウォー（ドイツ銀行アメリカCEO）
- アーヴィング・グロウセック（ボストン・セルティックスオーナー・最高顧問）
- ベン・チェリントン（ボストン・レッドソックスゼネラル・マネージャー）
- ウェイ・クリスチャンソン（モルガンスタンレー中国支社CEO・世界女性会議代表メンバー）
- ソンジュ・キム（ソンジュ・グループ代表取締役社長・ニューズウィーク誌「世界で最も影響力のある女性7人」）
- スティーヴン・コール・クリーネ（アメリカ国家科学賞）
- ジョン・ベイツ・クラーク（経済学者、アメリカの近代経済学を創設したことをたたえて「ジョン・ベイツ・クラーク賞」が設けられている）
- タルコット・パーソンズ（20世紀のアメリカを代表する社会学者）
- ジュリアン・ハワード・ギッブス（化学者、アマースト大学学長、アメリカ物理学会よりHigh Polymer Prizeを受賞）
- カール・ウーズ（アメリカ国家科学賞）
- スコット・トゥロー（弁護士、作家、『推定無罪』著者）
- ダン・ブラウン（ダ・ヴィンチ・コード著者）
- オーテス・ケーリ（同志社大学名誉教授）
- ウイリアム・スミス・クラーク（札幌農学校初代教頭「少年よ大志を抱け」）
- 新島襄（同志社大学創立者）
- 内村鑑三（宗教家、思想家、文学者）
- 加瀬俊一（国連大使）
- 栗山尚一（駐米大使）
- 朝海和夫（EU大使）
- 加茂佳彦（UAE大使）
- 川村泰久（国連大使）
- 竹内春海（駐イタリア大使）
- 久島直人（世界平和研究所主任研究員）
- 三田村秀人（駐ニュージーランド大使）
- 本間長世（東京大学名誉教授）
- 榊原胖夫（同志社大学名誉教授）
- 児玉実英（同志社女子大学学長）
- 金田弘光（カリフォルニア大学デービス校教授）
- 藤倉皓一郎（同志社大学名誉教授、東京大学名誉教授）
- 川西進（東京大学名誉教授）
- 神田乃武（東京商科大学（現一橋大学）名誉教授、貴族院議員）
- 永田信（東京大学教授）
- 畔柳和代（東京医科歯科大学教授）
- 千葉眞（国際基督教大学教授）
- 永田傳（欧州製薬団体連合会理事長）
- 樺山愛輔（実業家、政治家。伯爵）
- デヴィッド・フォスター・ウォレス（文学者）
- ジョン・ダワー（歴史学者/ピューリッツァー賞）
- デヴィッド・スズキ（生物学者、CBCの科学番組キャスター）
- ロザンヌ・ハガティ（社会企業家、コモン・グラウンド創設者）